# Brotheas rionegroensis
Espèce
Brotheas rionegroensis est une espèce de scorpions de la famille des Chactidae.

## Distribution
Cette espèce est endémique d'Amazonas au Venezuela. Elle se rencontre vers Río Negro.

## Description
La femelle holotype mesure 34,27 mm et le mâle paratype 36,60 mm.

## Étymologie
Son nom d'espèce, composé de rionegro et du suffixe latin -ensis, « qui vit dans, qui habite », lui a été donné en référence au lieu de sa découverte, San Carlos de Río Negro.

## Publication originale
- González-Sponga, 1996 : Aracnidos de Venezuela. Un nuevo genero, cinco nuevas especies, redescripcion de Chactas setosus Kraepelin, 1912 y reporte para Venezuela de Broteochactas colombiensis Gonzalez-Sponga, 1976 (Scorpionida, Chactidae). Memoria de la Sociedad de Ciencias Naturales La Salle, vol. 56, no 145, p. 3-33.